# Manchester United Women Football Club
El Manchester United Women Football Club es un club de fútbol con sede en Leigh, Gran Manchester, Inglaterra. Disputa sus partidos como local en el estadio Leigh Sports Village. Actualmente se desempeña en la Women's Super League, máxima división del fútbol femenino inglés.

## Historia
En marzo de 2018, el Manchester United anunció sus intenciones de formar un equipo de fútbol femenino. El Manchester United Women Football Club se fundó el 28 de mayo de 2018, después de la exitosa solicitud del club para unirse a la recién formada FA Women's Championship 2018-19. Marcó el regreso del club al fútbol femenino después de una ausencia de trece años, luego de que el Manchester United disolviera el plantel femenino en 2005 para enfocarse en el fútbol juvenil; aunque la academia del club continuó a través de la Manchester United Foundation, con jugadoras como Izzy Christiansen y Katie Zelem producidas por la academia del United's Centre of Excellence. Casey Stoney fue nombrada primer entrenador en jefe del club el 8 de junio, con su escuadrón inaugural de 21 jugadoras anunciado poco más de un mes después.

## Infraestructura
|  | Para más detalles, consultar Instalaciones del Manchester United Football Club |

### Estadio
Tras la aceptación del club en la FA Women's Championship 2018-19, se reveló que el equipo femenino estaría ubicado en Broughton, Salford en el campo de entrenamiento The Cliff; sujeto a la finalización del trabajo de reurbanización. Mientras tanto, el United jugará sus partidos en el Leigh Sports Village.

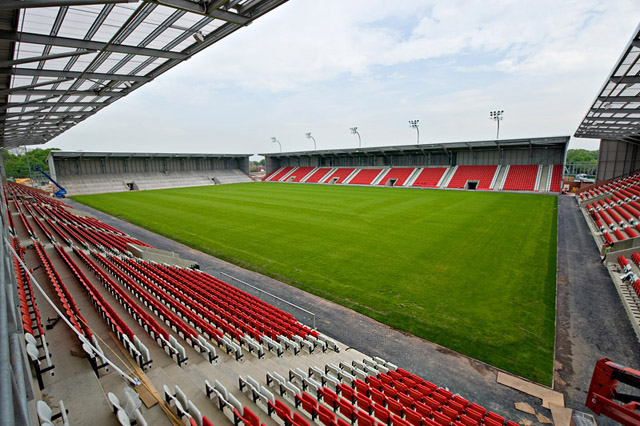
Vista del Estadio Leigh Sports Village.

### Instalaciones deportivas
El Trafford Training Centre (actualmente conocido como el Aon Training Complex por razones de patrocinio y referido generalmente por el sinécdoque de Carrington) es el centro de entrenamiento y la sede de la academia del club de fútbol inglés Manchester United, está ubicado cerca del pueblo de Carrington, Gran Mánchester, Inglaterra, y reemplazó a  The Cliff  como el campo de entrenamiento del club en 2000. La construcción del complejo comenzó en 1999, el edificio principal fue abierto y el primer equipo se trasladó en 2000, seguido en 2002 por la instalación de la Academia, sede del renombrado sistema juvenil del club. En 2013, se completaron importantes adiciones en el complejo, incluyendo un centro médico y departamento de ciencias del deporte, con lo que el costo total de construcción del complejo de formación asciende a más de 60 millones de libras.

## Organigrama deportivo

### Cuerpo técnico

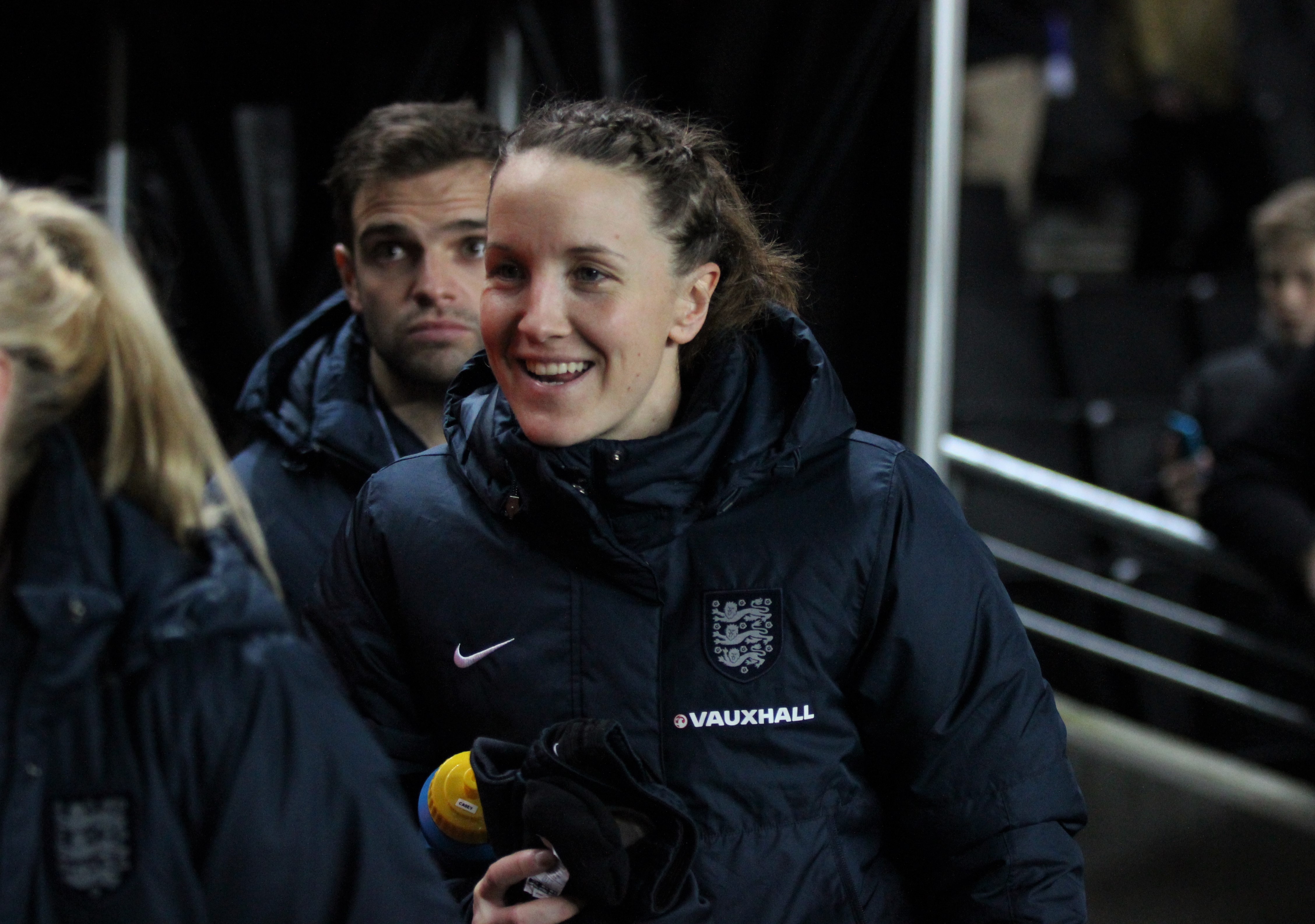
Casey Stoney, primera entrenadora del equipo.

Casey Stoney, exdefensa y capitana de la selección inglesa, fue la primera entrenadora del equipo, de 2018 a 2021. Es una persona altamente respetada en la comunidad de fútbol femenil y alcanzó la cima en el fútbol internacional, tras haber disputado 130 partidos con el equipo nacional y ganado doce títulos importantes a lo largo de su carrera como jugadora.
Colgó los botines a principios del 2008 y, después de concluir su formación como entrenadora, desempeñó un papel fundamental como auxiliar técnica de las Leonas. Desde entonces logró llevar al equipo a la primera división inglesa, ganando el título en la categoría inferior en la temporada 2018/19.
El 29 de julio de 2021, se anunció a Marc Skinner, exentrenador del Orlando Pride, como nuevo director técnico del club.

## Palmarés

### Torneo nacionales
- Women's FA Cup : 2023-24
- FA Women's Championship (2.ª división): 2018-19